# Tzitzikamaia signaticeps
Tzitzikamaia signaticeps är en insektsart som beskrevs av Rauno E. Linnavuori 1961. Tzitzikamaia signaticeps ingår i släktet Tzitzikamaia och familjen dvärgstritar. Inga underarter finns listade i Catalogue of Life.